# 페립테로스

페리스타시스로 둘러싸인 페립테로스의 형태

페립테로스(Peripteros, 그리스어: περίπτερος)는 그리스 신전 또는 로마 신전에서 기둥이 있는 현관으로 둘러싸인 고대 건축 양식이다. 켈라(나오스)의 네 면 모두에 기둥(프테론)으로 둘러싸고 있어 네 면의 아케이드, 즉 페리스타일(페리스타시스)을 형성한다. 또한 건물(일반적으로 고대 그리스ㆍ로마 사원)의 둘레가 기둥으로 구성되어 있을 때 단순히 건물의 둘레를 의미하기도 한다. 주로 페립테로스라는 용어는 도리스식 건물에 자주 사용된다.

## 정의
페립테로스는 고대 그리스ㆍ로마 사원에서 주랑 현관, 키오스크 또는 예배당이 될 수 있다. 네 개의 기둥으로 이루어지면 테트라스타일(tetrastyle), 여섯 개로 이루어지면 헥사스타일(hexastyle), 여덟 개로 이루어지면 옥타스타일(octastyle), 열 개로 이루어지면 데카스타일(decastyle), 열두 개로 이루어지면 도데카스타일(dodecastyle)이다. 기둥이 단독으로 서 있지 않고 벽에 맞춰져 있는 경우 슈도페립테로스(pseudoperipteros)로 부른다.